# Kristen Graczyk
Kristen Marie Graczyk, mais conhecida como Kristen Graczyk (Albuquerque, 27 de junho de 1983), é uma futebolista estadunidense que atua como atacante. Atualmente, joga pelo FC Gold Pride.